# أولكسندر كوزاك
أولكسندر كوزاك (بالأوكرانية: Козак Олександр Сергійович)‏ (25 يوليو 1994 بكييف في أوكرانيا - ) هو لاعب كرة قدم أوكراني في مركز الوسط. لعب مع ميتالورغ دونيتسك ونادي ميتاليست خاركيف وFC Obolon Kyiv ‏ وFC Obolon-2 Bucha ‏ وFC Stal Kamianske ‏.

## وصلات خارجية
- أولكسندر كوزاك على موقع اتحاد أوكرانيا (الإنجليزية)
- أولكسندر كوزاك على موقع قاعدة بيانات كرة القدم.إي يو (الإنجليزية)
- أولكسندر كوزاك على موقع Soccerway.com (الإنجليزية)